# La Esperanza (Honduras)
La Esperanza – miasto w Hondurasie, stolica departamentu Intibucá. Według Spisu Powszechnego z 2013 roku liczy 8124 mieszkańców. Najwyżej położone miasto w Hondurasie, znajduje się na wys. 1700 m n.p.m. Zamieszkane przez ludność Ladino.
La Esperanza tworzy zespół miejski razem z miastem Intibucá. Jednak oba miasta mają swojego własnego burmistrza, swój rynek i swoje kościoły. W pobliżu miasta znajduje się Prywatny Rezerwat Przyrody Bella Vista.  